# Сумароково (Митищинський міський округ)
Сумаро́ково (рос. Сумароково) — присілок у складі Митищинського міського округу Московської області, Росія.

## Населення
Населення — 57 осіб (2010; 54 у 2002).
Національний склад (станом на 2002 рік):
- росіяни — 91 %